# Hemidactylus laticaudatus
Hemidactylus laticaudatus es una especie de gecos de la familia Gekkonidae.

## Distribución geográfica
Se distribuye por Etiopía y por Eritrea.

## Subespecies
Se reconocen las siguientes según The Reptile Database:
- H. laticaudatus fossatii Scortecci, 1928
- H. laticaudatus laticaudatus Andersson, 1910